# Spyridion Ikonomos
Spyridion Ikonomos (gr. Σπυρίδων Οικονόμου, ur. 12 grudnia 1886 w Arta, zm. 1975) – grecki lekarz urolog. Założyciel Międzynarodowej Fundacji Hippokratejskiej w Kos, inicjator współpracy naukowej między uczelniami medycznymi w Kos, Salerno i Montpellier. Utworzył katedrę urologii na Uniwersytecie w Atenach. Organizator 10. Międzynarodowego Kongresu Urologicznego w 1955 roku, 4. Kongresu Neohippokratejskiego w 1958 roku i 17. Międzynarodowego Kongresu Historii Medycyny w 1960 roku.